# ماكنزي بنت
ماكنزي بنت هي راقصة على الجليد كندية، ولدت في 11 يونيو 1997 في Port Perry ‏ في كندا.

## وصلات خارجية
- ماكنزي بنت على موقع الاتحاد الدولي للتزلج (الإنجليزية)
- ماكنزي بنت على موقع الاتحاد الدولي للتزلج (الإنجليزية)